# دردنية

موقع إقليم دردنية

دُردُنيَة أو (نقحرة: دوردونيي) (بالفرنسية:Dordogne) هو إقليم فرنسي، يقع في جنوب غرب فرنسا، يقع في منطقة برذال، بين وادي لوير وإقليم البيرينيه العليا، سمي باسم دوردنيي نسبة لنهر دوردوني العظيم الذي يمتد داخل الإقليم. بلغ عدد سكانه 413,730 نسمة عام 2021.

## تاريخ الإقليم
إقليم دردنية هو واحد من الأقاليم الـ 83 التي تتشكل منها فرنسا، أنشئت خلال الثورة الفرنسية يوم 4 مارس 1790، أنشئت من أجزاء من منطقة بريغورد السابق.

## جغرافية الإقليم
إقليم دردنية هو جزء من منطقة بوردو ويحيط به ست أقاليم هي : فيين العليا (بالفرنسية: Haute-Vienne)، كوريز (بالفرنسية: Corrèze)، لوت (بالفرنسية: Lot)، ولوت غارون (بالفرنسية: Lot-et-Garonne)، غارون (بالفرنسية:)، جيروند (بالفرنسية: Gironde)، وتشارينت (بالفرنسية: Charente). ويعد إقليم دردنية ثالث أكبر إقليم في فرنسا.

## سكان الإقليم
أصبح إقليم دردنية واحد من الوجهات المفضلة للهجرة البريطانية إلى فرنسا (حيث هاجر أكثر من 20,000 بريطاني إلى فرنسا في عام 2006).

## معرض صور

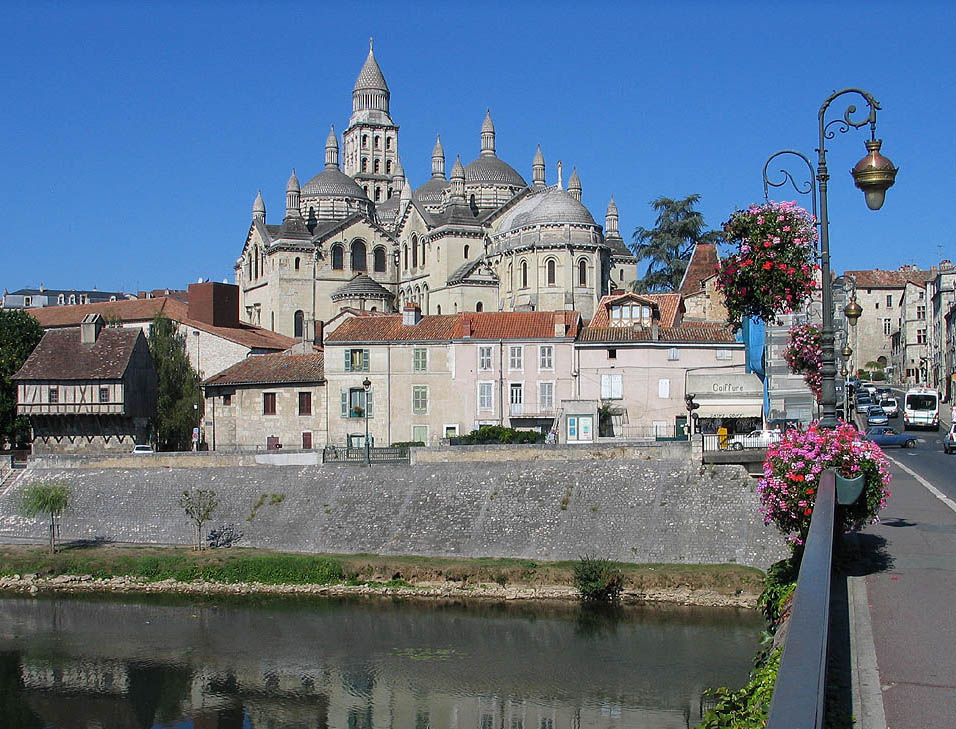
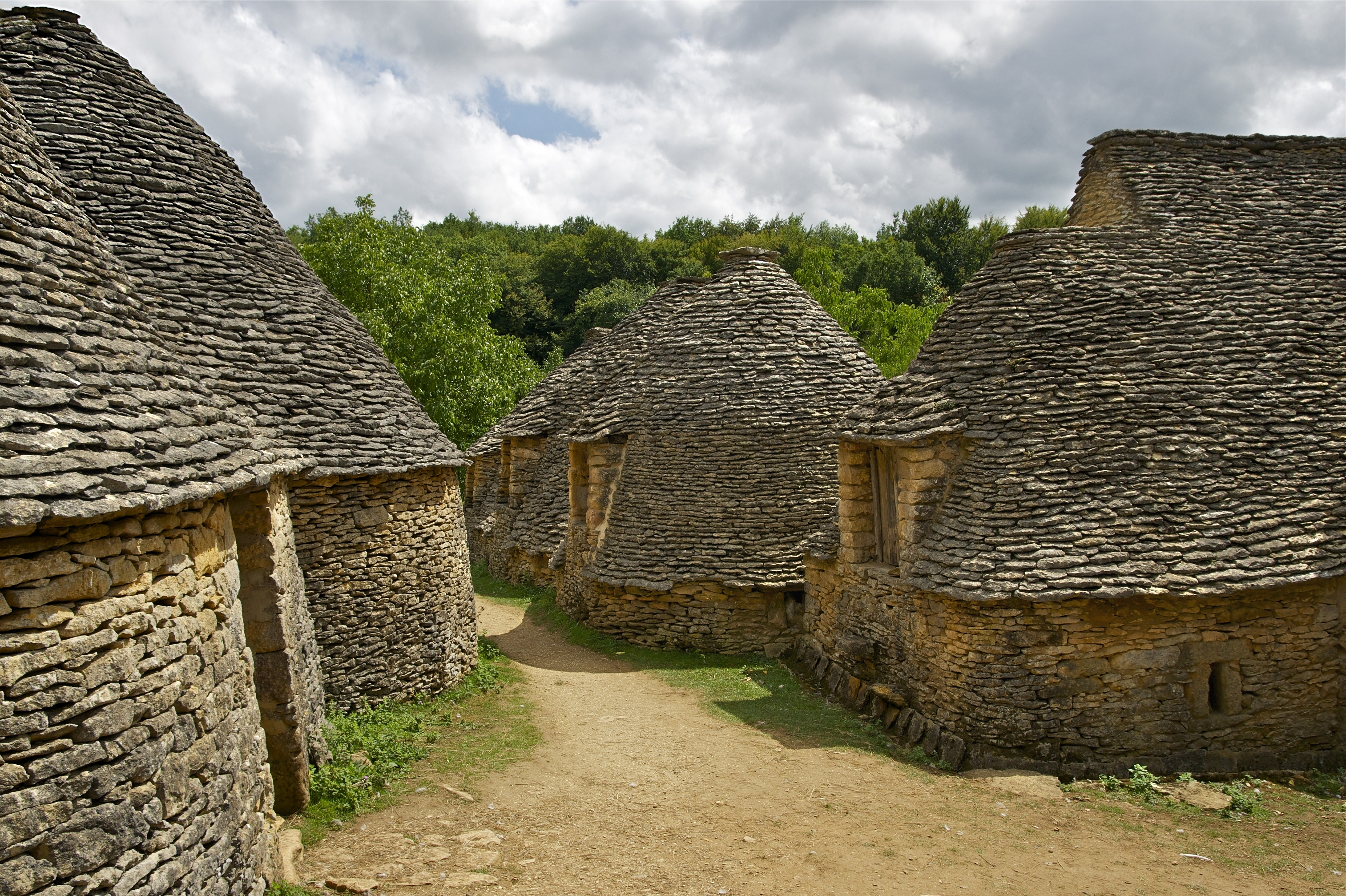
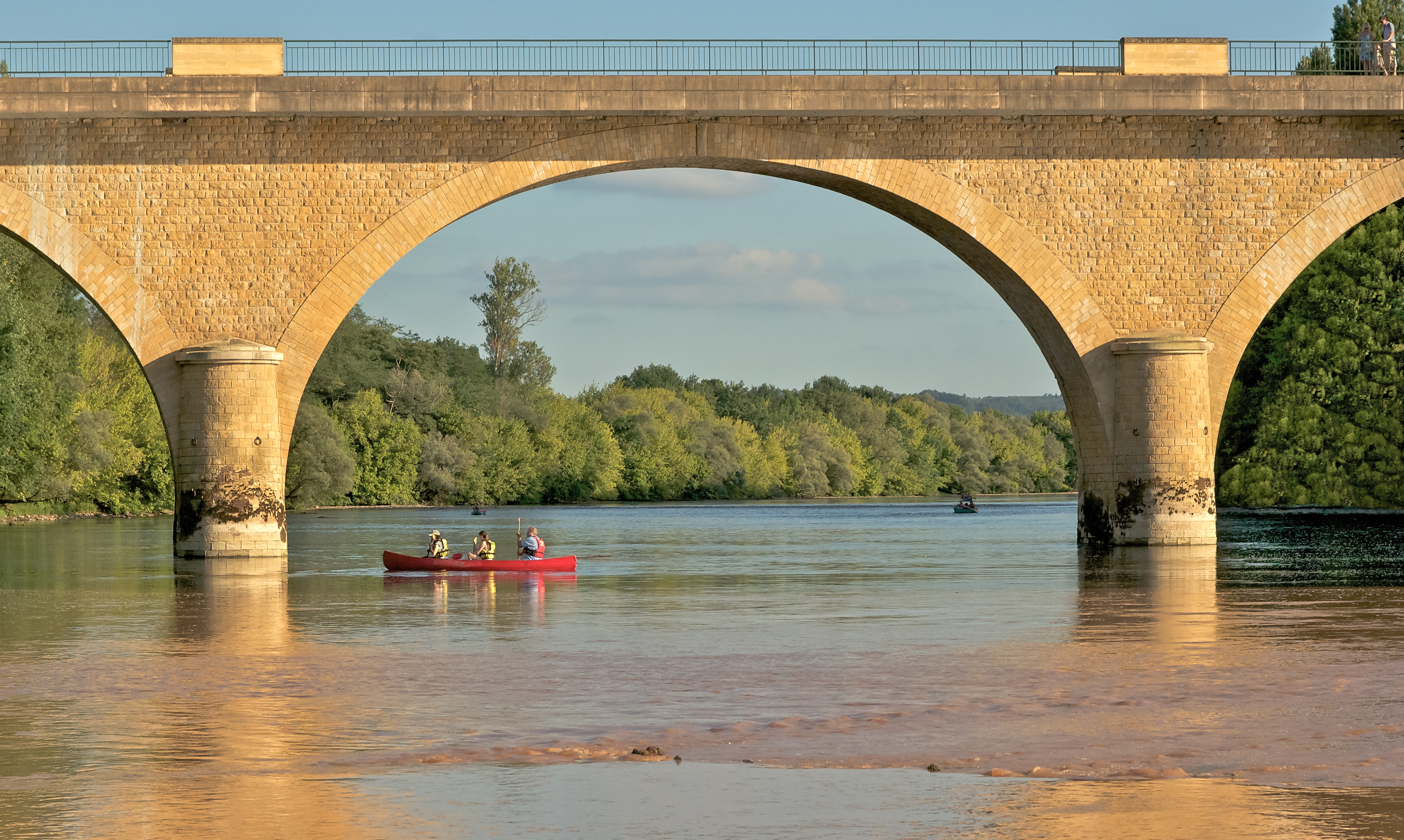
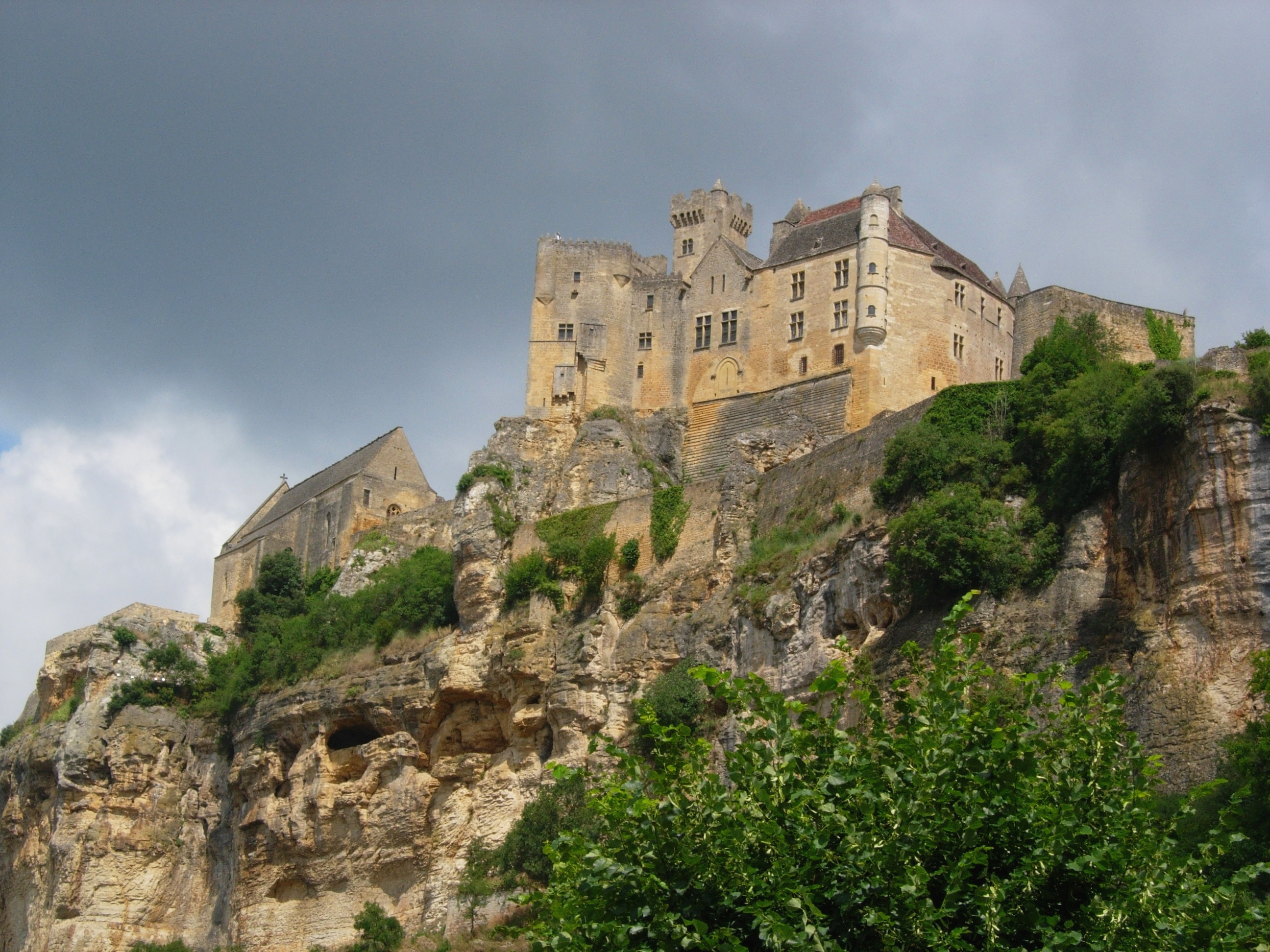
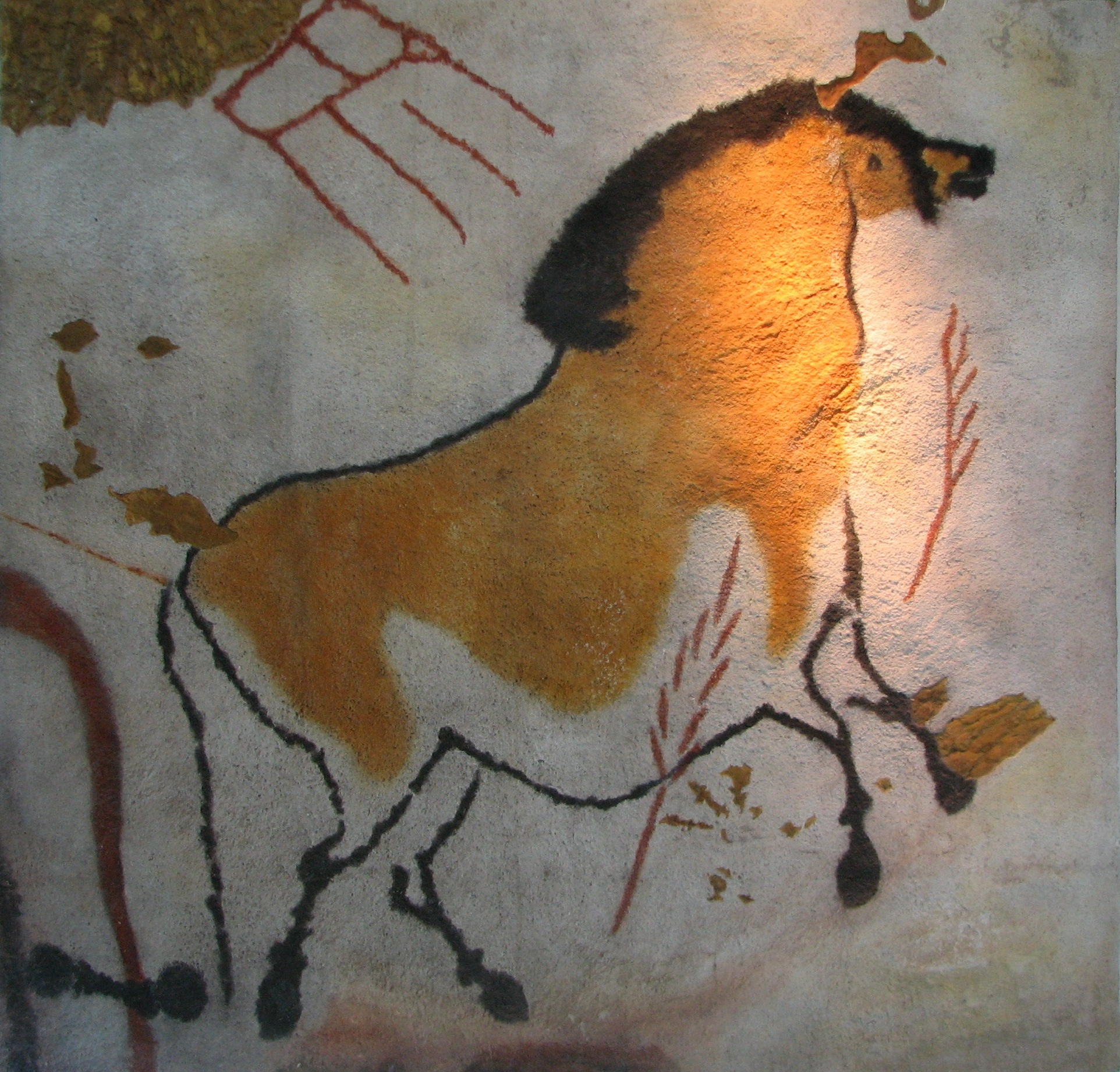
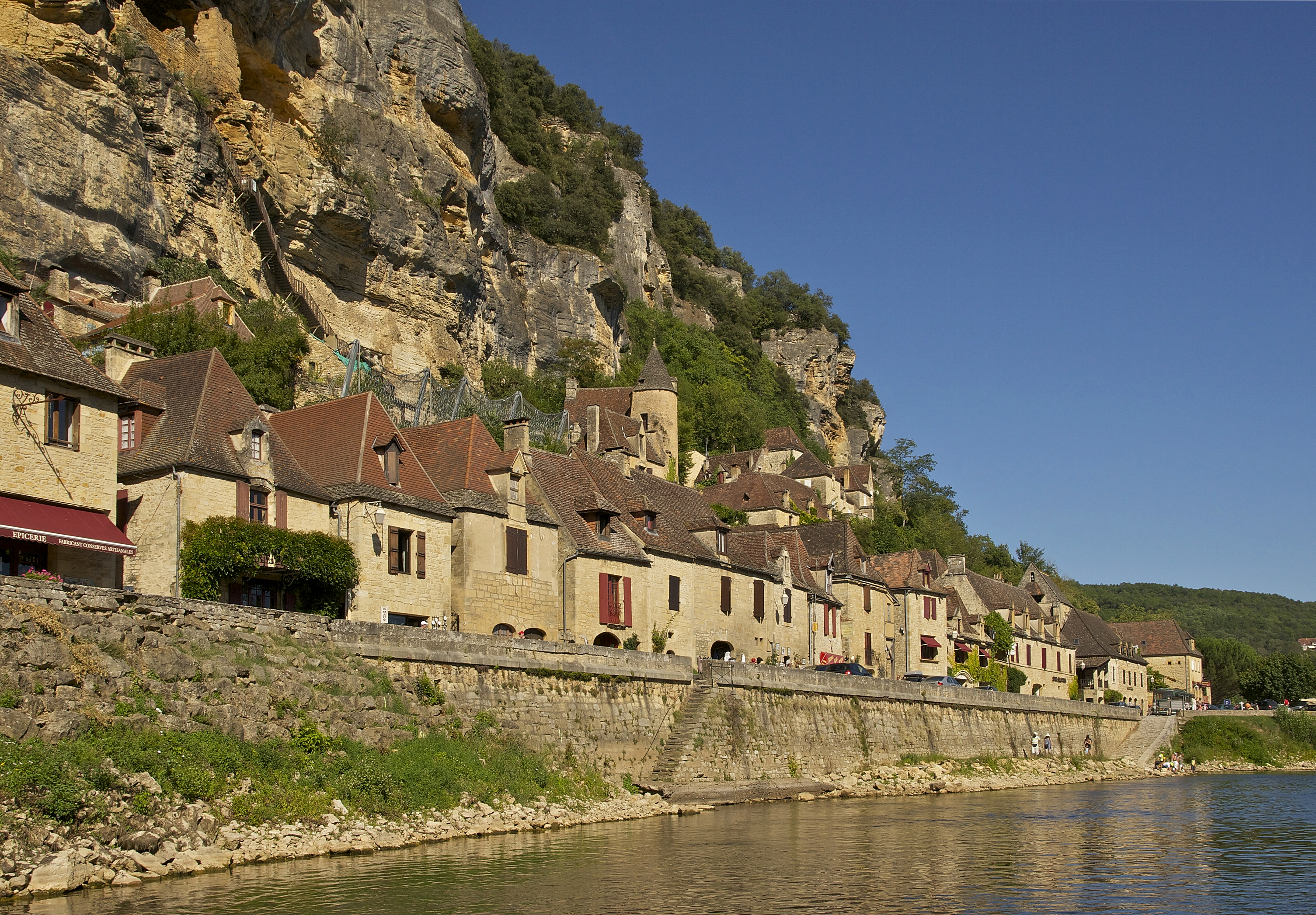

## أعلام
- موريس فور
- لورين كوبلاند
- إليزابيث ماكسويل